# Meitetsu Kakamigahara-Linie
| Triebzug der Baureihe 9500 bei Tejikara |                           |                             |                          |
| |                           |                             |                          |
| Streckenlänge: | 17,6 km                   |                             |                          |
| Spurweite: | 1067 mm (Kapspur)         |                             |                          |
| Stromsystem: | 1500 V =                  |                             |                          |
| Maximale Neigung: | 33,3 ‰                    |                             |                          |
| Minimaler Radius: | 160 m                     |                             |                          |
| Streckengeschwindigkeit: | 100 km/h                  |                             |                          |
| Zweigleisigkeit: | ganze Strecke             |                             |                          |
| |                           |                             |                          |
| Gesellschaft: | Meitetsu (Nagoya Tetsudō) |                             |                          |
| \| \| \| Gifu (岐阜) \| \| \| \| \| Meitetsu Gifu-Stadtlinie \| \| \| \| 0,0 \| Meitetsu Gifu (名鉄岐阜) \| 1911– \| \| \| \| Tōkaidō-Hauptlinie \| 1887– \| \| \| 0,4 \| Arata (安良田) \| 1926–1944 \| \| \| 1,1 \| Tagami (田神) \| 1926– \| \| \| \| \| \| \| \| \| Arata-gawa \| \| \| \| \| Meitetsu Tagami-Linie \| 1970–2005 \| \| \| \| \| \| \| \| \| \| \| \| \| 2,9 \| Hosobata (細畑) \| 1926– \| \| \| 3,9 \| Kiridōshi (切通) \| 1926– \| \| \| 4,8 \| Tejikara (手力) \| 1926– \| \| \| 5,4 \| Takadabashi (高田橋) \| 1926– \| \| \| \| Sakai-gawa \| \| \| \| \| Tōkai-Hokuriku-Autobahn \| \| \| \| 6,6 \| Shin-Kanō (新加納) \| 1926– \| \| \| \| Depot Naka \| –1964 \| \| \| \| \| \| \| \| 7,5 \| Shin-Naka (新那加) \| 1926– \| \| \| \| Kitaha-gawa \| \| \| \| 8,1 \| Shiminkōen-mae (市民公園前) \| 1946– \| \| \| 8,7 \| Kakamigahara Shiyakusho- \| Kakamigahara Shiyakusho- \| \| \| \| mae (各務原市役所前) \| 1926– \| \| \| 9,9 \| Rokken (六軒) \| 1926– \| \| \| 10,8 \| Kagamino (各務野) \| 1931– \| \| \| \| US-Militärstützpunkt Gifu \| 1946–1958 \| \| \| 11,2 \| Mikakino (三柿野) \| 1926– \| \| \| 12,4 \| Nijikken (二十軒) \| 1926– \| \| \| 13,7 \| Meiden Kakamigahara \| Meiden Kakamigahara \| \| \| \| (名電各務原) \| 1926– \| \| \| 14,1 \| Keibajō-mae \| 1932–1939 \| \| \| 14,6 \| Ogase (苧ヶ瀬) \| 1927– \| \| \| 15,5 \| Haba (羽場) \| 1927– \| \| \| 16,5 \| Unumajuku (鵜沼宿) \| 1927– \| \| \| \| Daianji-gawa \| \| \| \| \| rechts: Unuma (鵜沼) \| \| \| \| 17,6 \| Shin-Unuma (新鵜沼) \| 1926– \| \| \| \| Takayama-Hauptlinie \| 1920– \| \| \| \| Meitetsu Inuyama-Linie \| 1926– \| |                           |                             |                          |
| Bahnhof · U-Bahn-Kopfbahnhof Streckenanfang (Strecke außer Betrieb) |                           | Gifu (岐阜)                 | Gifu (岐阜)              |
| Strecke · U-Bahn-Strecke nach links (außer Betrieb) · U-Bahn-Bahnhof quer (Strecke außer Betrieb) · U-Bahn-Abzweig quer und von rechts (Strecke außer Betrieb) |                           | Meitetsu Gifu-Stadtlinie    | Meitetsu Gifu-Stadtlinie |
| Kreuzung geradeaus unten · U-Bahn-Strecke (außer Betrieb) | 0,0                       | Meitetsu Gifu (名鉄岐阜)    | 1911–                    |
| Abzweig geradeaus und nach rechts |                           | Tōkaidō-Hauptlinie          | 1887–                    |
| Strecke · ehemaliger Haltepunkt / Haltestelle · U-Bahn-Betriebsstelle Streckenende (Strecke außer Betrieb) | 0,4                       | Arata (安良田)              | 1926–1944                |
| Strecke · Haltepunkt / Haltestelle | 1,1                       | Tagami (田神)               | 1926–                    |
| Strecke |                           |                             |                          |
| Brücke über Wasserlauf · Brücke über Wasserlauf · Brücke über Wasserlauf (Strecke außer Betrieb) |                           | Arata-gawa                  | Arata-gawa               |
| Strecke nach halblinks · Strecke · Strecke nach links (außer Betrieb) |                           | Meitetsu Tagami-Linie       | 1970–2005                |
| Strecke nach halblinks und von halbrechts · Strecke nach halbrechts |                           |                             |                          |
| Strecke von halblinks · Strecke nach halblinks und von halbrechts |                           |                             |                          |
| Haltepunkt / Haltestelle | 2,9                       | Hosobata (細畑)             | 1926–                    |
| Haltepunkt / Haltestelle | 3,9                       | Kiridōshi (切通)            | 1926–                    |
| Haltepunkt / Haltestelle | 4,8                       | Tejikara (手力)             | 1926–                    |
| Haltepunkt / Haltestelle | 5,4                       | Takadabashi (高田橋)        | 1926–                    |
| Brücke über Wasserlauf · Brücke über Wasserlauf |                           | Sakai-gawa                  | Sakai-gawa               |
| |                           | Tōkai-Hokuriku-Autobahn     |                          |
| Haltepunkt / Haltestelle · Strecke | 6,6                       | Shin-Kanō (新加納)          | 1926–                    |
| Strecke · Betriebsstelle Streckenanfang (Strecke außer Betrieb) · Strecke |                           | Depot Naka                  | –1964                    |
| Abzweig geradeaus und ehemals von links · Abzweig quer und nach rechts (Strecke außer Betrieb) · Abzweig geradeaus und ehemals nach rechts |                           |                             |                          |
| Bahnhof | 7,5                       | Shin-Naka (新那加)          | 1926–                    |
| Brücke über Wasserlauf · Brücke über Wasserlauf |                           | Kitaha-gawa                 | Kitaha-gawa              |
| Haltepunkt / Haltestelle | 8,1                       | Shiminkōen-mae (市民公園前) | 1946–                    |
| Haltepunkt / Haltestelle | 8,7                       | Kakamigahara Shiyakusho-    | Kakamigahara Shiyakusho- |
| Strecke |                           | mae (各務原市役所前)        | 1926–                    |
| Haltepunkt / Haltestelle | 9,9                       | Rokken (六軒)               | 1926–                    |
| ehemaliger Haltepunkt / Haltestelle | 10,8                      | Kagamino (各務野)           | 1931–                    |
| Betriebsstelle Streckenanfang und quer (Strecke außer Betrieb) · Abzweig geradeaus und ehemals von rechts |                           | US-Militärstützpunkt Gifu   | 1946–1958                |
| Bahnhof | 11,2                      | Mikakino (三柿野)           | 1926–                    |
| Haltepunkt / Haltestelle | 12,4                      | Nijikken (二十軒)           | 1926–                    |
| Haltepunkt / Haltestelle | 13,7                      | Meiden Kakamigahara         | Meiden Kakamigahara      |
| Strecke |                           | (名電各務原)                | 1926–                    |
| ehemaliger Haltepunkt / Haltestelle | 14,1                      | Keibajō-mae                 | 1932–1939                |
| Haltepunkt / Haltestelle | 14,6                      | Ogase (苧ヶ瀬)              | 1927–                    |
| Haltepunkt / Haltestelle | 15,5                      | Haba (羽場)                 | 1927–                    |
| Haltepunkt / Haltestelle | 16,5                      | Unumajuku (鵜沼宿)          | 1927–                    |
| Brücke über Wasserlauf · Brücke über Wasserlauf |                           | Daianji-gawa                | Daianji-gawa             |
| Strecke · Strecke |                           | rechts: Unuma (鵜沼)        | rechts: Unuma (鵜沼)     |
| | 17,6                      | Shin-Unuma (新鵜沼)         | 1926–                    |
| Abzweig geradeaus und ehemals von links · Abzweig ehemals quer und nach links |                           | Takayama-Hauptlinie         | 1920–                    |
| Strecke |                           | Meitetsu Inuyama-Linie      | 1926–                    |

Die Meitetsu Kakamigahara-Linie (jap. 名鉄各務原線, Meitetsu Kakamigahara-sen) ist eine Eisenbahnstrecke auf der japanischen Insel Honshū, die von der Bahngesellschaft Meitetsu (Nagoya Tetsudō) betrieben wird. Sie erschließt dicht besiedelte Gebiete im Süden der Präfektur Gifu und verbindet die Städte Gifu und Kakamigahara miteinander. Dabei verläuft sie überwiegend parallel zur Takayama-Hauptlinie von JR Central.

## Streckenbeschreibung
Die 17,6 km lange Strecke ist in Kapspur (1067 mm) verlegt, vollständig zweigleisig und mit 1500 V Gleichspannung elektrifiziert. Es werden 18 Bahnhöfe bedient, die Höchstgeschwindigkeit beträgt 100 km/h. Der westliche Ausgangspunkt ist der Bahnhof Meitetsu Gifu im Stadtzentrum von Gifu, wo Anschluss an die Meitetsu Nagoya-Hauptlinie besteht. Der Bahnhof Gifu von JR Central ist etwa 300 Meter entfernt, dort kann zur Tōkaidō-Hauptlinie und zur Takayama-Hauptlinie umgestiegen werden. Letztere verläuft weitgehend parallel zur Kakamigahara-Linie, wobei die maximale Entfernung zu ihr rund 400 Meter beträgt.
Beide Strecken haben eine unterschiedliche Funktion: Während die Kakamigahara-Linie sich auf den Lokalverkehr im dicht besiedelten Gebiet der Städte Gifu und Kakamigahara konzentriert, ist die Takayama-Hauptlinie auf den überregionalen Verkehr zwischen Gifu und Toyama ausgerichtet. Ebenfalls in östlicher Richtung verlaufend, passiert die Kakamigahara-Linie unter anderem den Militärflugplatz Gifu der Luftselbstverteidigungsstreitkräfte. Die Strecke ist weitgehend flach; Ausnahme ist ein Steilabschnitt mit einer Neigung von 33,3 ‰ zwischen Haba und Unumajuku bzw. zwischen dem Rand des Kakamigahara-Plateaus und der Kiso-Flussebene. Im Bahnhof Shin-Unuma geht die Strecke in die Meitetsu Inuyama-Linie über. Dort befindet sich in unmittelbarer Nähe der Bahnhof Unuma an der Takayama-Hauptlinie.

## Zugangebot
Betrieblich ist die Meitetsu Kakamigahara-Linie mit dem nördlichsten Abschnitt der daran anschließenden Meitetsu Inuyama-Linie verknüpft. Den ganzen Tag über fahren Nahverkehrszüge mit Halt an allen Bahnhöfen im Halbstundentakt von Meitetsu Gifu über Mikakino und Shin-Unuma nach Inuyama. Vor 9 Uhr morgens sowie von etwa 14:30 Uhr bis 20 Uhr abends wird das Angebot zwischen Meitetsu Gifu und Mikakino zu einem 15-Minuten-Takt verdichtet.
Früher gab es auch Eilzüge, die über Inuyama hinaus in Richtung Nagoya verkehrten; die letzten wurden beim Fahrplanwechsel vom 27. Dezember 2008 abgeschafft. Von 1970 bis 2005 nutzten Überlandstraßenbahnen den westlichsten Abschnitt zwischen Meitetsu Gifu und Tagami. Dort zweigte die Meitetsu Tagami-Linie nach Keirinjo-mae ab, die eine Verbindung zur Meitetsu Minomachi-Linie in Richtung Seki und Mino herstellte. Da die beiden anderen Strecken mit 600 V elektrifiziert waren, kamen Mehrsystemfahrzeuge zum Einsatz.

## Bilder

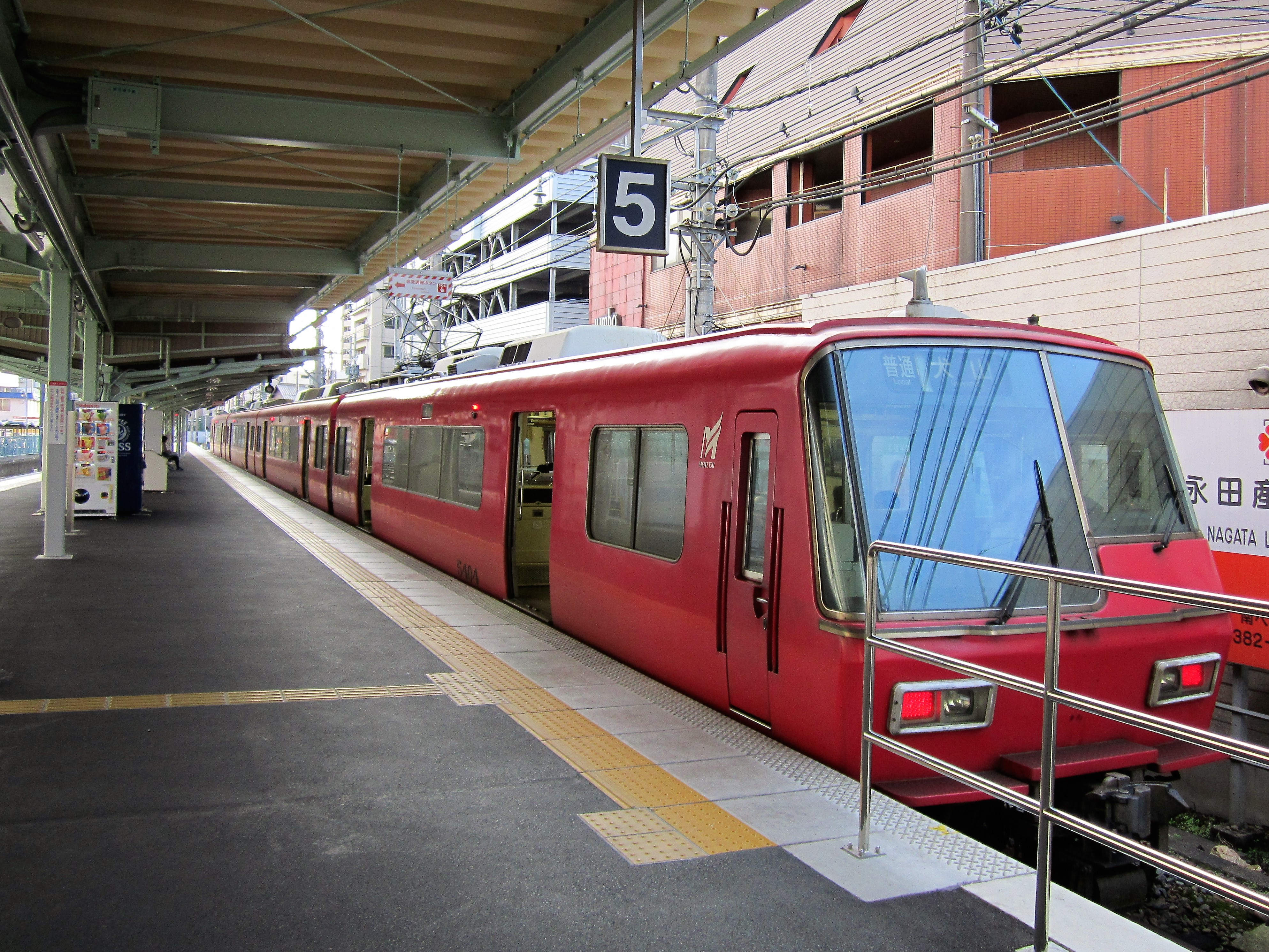
Triebzug der Baureihe 5300 im Bahnhof Meitetsu Gifu
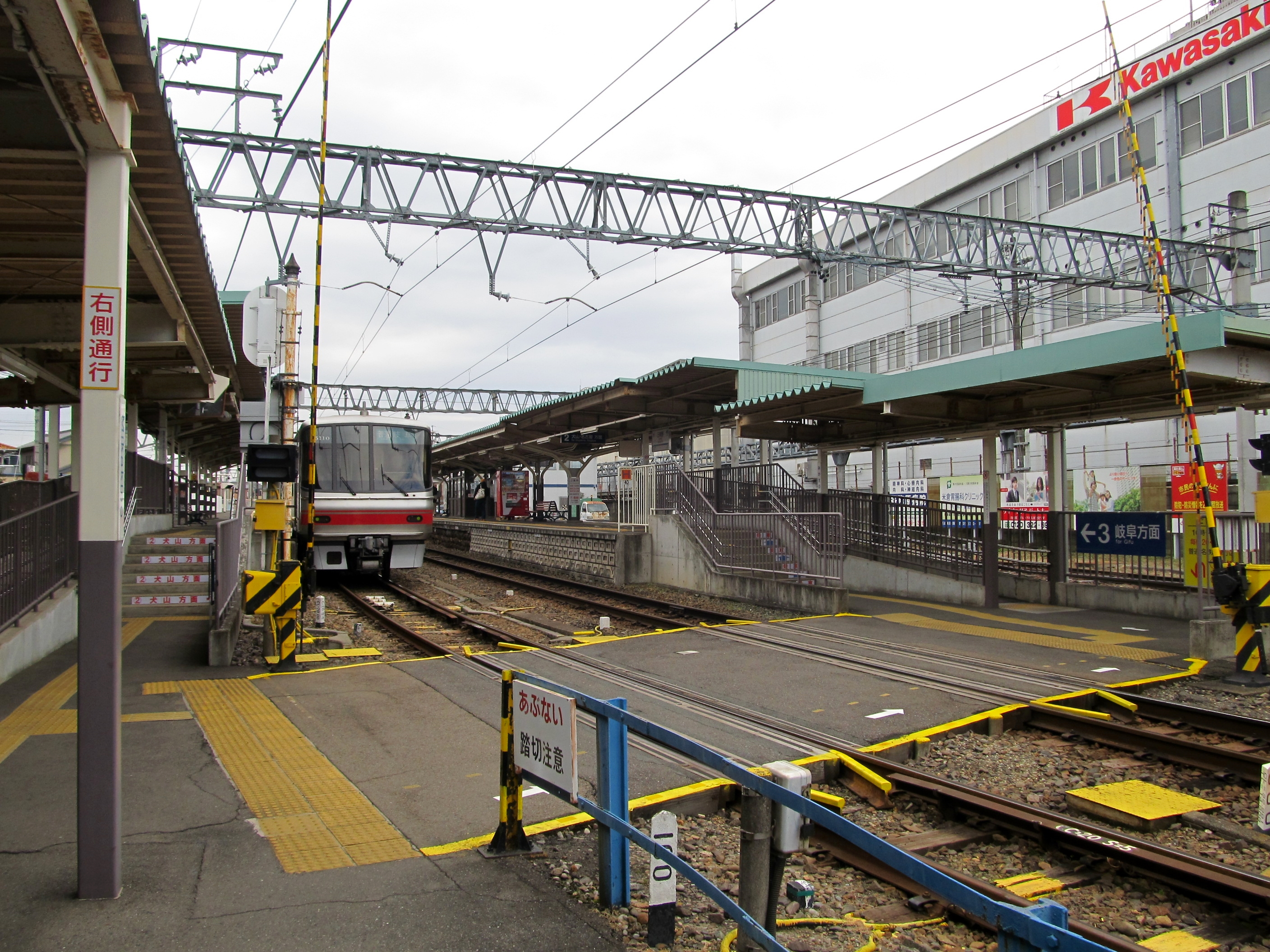
Bahnhof Mikakino
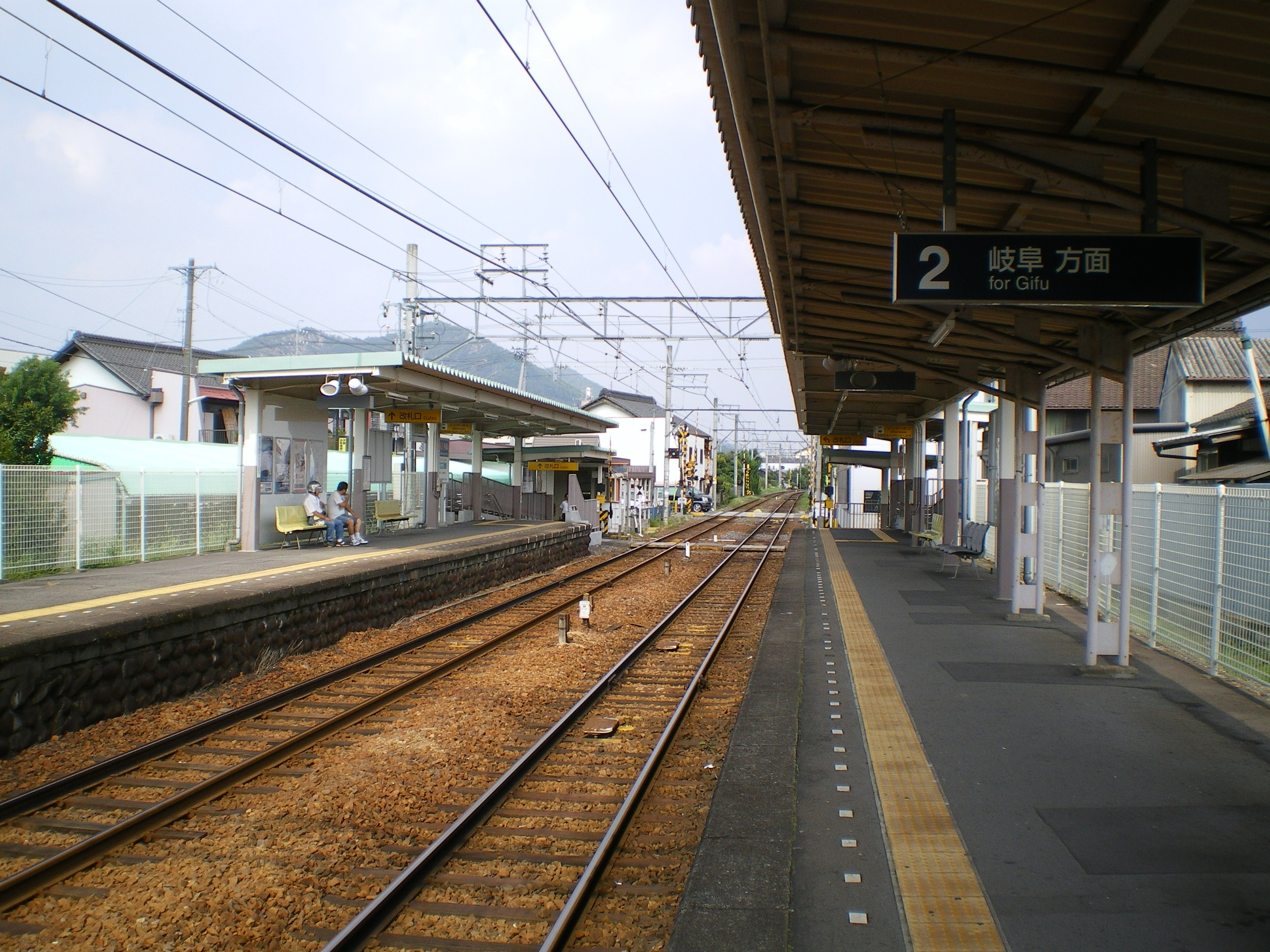
Bahnhof Meiden Kakamigahara
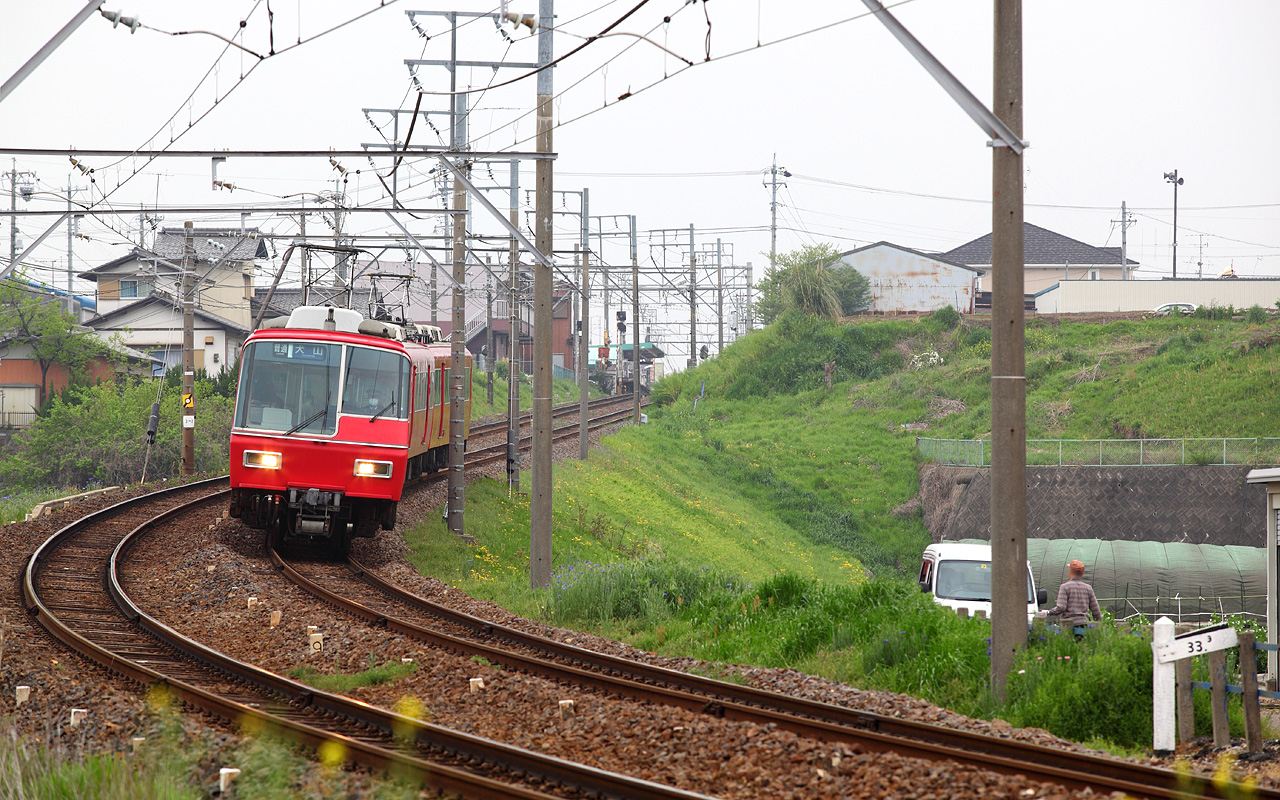
Kurve zwischen Haba und Unumajuku

## Geschichte

Emblem der Kakamigahara Tetsudō

Die Strecke geht auf die Bahngesellschaft Kakamigahara Tetsudō (各務原鉄道, kurz Kakatetsu) zurück. Nachdem ein regional abgestütztes Vorbereitungskomitee am 19. Juni 1923 die Eisenbahnlizenz zugesprochen erhielt erfolgte am 13. April 1924 die Gründung des Unternehmens, wobei die in der Region Gifu tätige Straßenbahngesellschaft Mino Denki Kidō (美濃電気軌道, kurz Minoden) etwa die Hälfte der Aktien zeichnete. Am 21. Januar 1926 ging der erste Streckenabschnitt zwischen den Bahnhöfen Arata und Hokyūbu-mae (heute Mikakino) in Betrieb, die Verlängerung nach Nirentai-mae (heute Meiden Kakamigahara) am 1. August desselben Jahres. Die östliche Endstation Shin-Unuma war am 20. September 1927 erreicht. Das letzte Teilstück von 0,4 km Länge am westlichen Ende zwischen Arata und Nagazumichō (heute Meitetsu Gifu) verzögerte sich aufgrund von Problemen beim Landerwerb. Mit dessen Inbetriebnahme am 28. Dezember 1928 war der Streckenbau abgeschlossen.
Nach der Eröffnung waren die Einnahmen aufgrund der schwierigen wirtschaftlichen Lage durchwegs niedriger als prognostiziert und die Kakatetsu sah sich gezwungen, den Bahnbetrieb im Mai 1928 an die Minoden auszulagern. Als die Muttergesellschaft im Jahr 1930 mit der Nagoya Denki Tetsudō zur Meigi Tetsudō (Meiden) fusionierte, gelangten die von der Minoden gehaltenen Anteile an der Kakatetsu in den Besitz der Meiden. 1935 ging die Kakatetsu in der Meiden auf, aber noch im selben Jahr entstand durch deren Zusammenschluss mit der Aichi Denki Tetsudō die neue Gesellschaft Meitetsu.
Das Kiso-Tal zwischen Gifu und Kakamigahara hatte sich in der Zwischenzeit zu einem Zentrum der Luftfahrtindustrie entwickelt, was zu einem markanten Anstieg der Fahrgastzahlen führte. Um die erhöhte Nachfrage bewältigen zu können, entschloss sich die Meitetsu zu einem Doppelspurausbau, der in mehreren Etappen vollzogen wurde: Nagazumichō–Tagami am 18. Juli 1938, Shiminkōen-mae–Rokken am 11. November 1938, Shin-Kanō–Shiminkōen am 1. Juni 1939, Rokken–Mikakino am 14. Januar 1940, Hosobata–Shin-Kanō am 21. September 1940, Tagami–Hosobata am 14. August 1941, Mikakino–Nijikken am 23. Juni 1942 und Nijikken–Ogase am 22. Oktober 1942. Wegen der Dringlichkeit, während des Pazifikkriegs möglichst viele Arbeiter zu den Kawasaki-Flugzeugwerken zu transportieren, zog die Meitetsu Fahrzeuge von mehreren anderen Strecken ab und setzte sie zu Schnellzügen zusammen, die ohne Halt zwischen Nagazumichō und Mikakino verkehrten.
Kurz vor Ende des Pazifikkriegs erlitten die Bahnhöfe Rokken und Mikakino am 22. Juni 1945 durch Luftangriffe der United States Army Air Forces beträchtliche Schäden. Das Eisenbahnkommando der United States Army ordnete im Oktober 1945 den Bau eines Anschlussgleises von Mikakino zum Stützpunkt auf dem Flugplatzgelände an. Dieses stand ein Jahr später zur Verfügung. Das Anschlussgleis war bis zum Abzug der US-Truppen im Juni 1958 in Betrieb und diente dem Güterverkehr. Bis 1951 verkehrten auf der Kakamigahara-Linie auch Personenzüge, die ausschließlich den alliierten Besatzungstruppen vorbehalten waren; später kombinierte man reservierte Wagen mit gewöhnlichen Zügen. Am 18. April 1948 legte die Meitetsu den Bahnhof Nagazumichō mit dem Bahnhof Shin-Gifu der Meitetsu Nagoya-Hauptlinie zusammen.
Ab 15. März 1964 stand auch zwischen Ogase und Shin-Unuma ein zweites Gleis zur Verfügung, Doppelspurausbau nach zwei Jahrzehnte dauernder Unterbrechung auf der gesamten Strecke abgeschlossen war. Gleichzeitig erhöhte die Bahngesellschaft die Oberleitungsspannung von bisher 600 V auf neu 1500 V und verknüpfte die Meitetsu Kakamigahara-Linie in Shin-Unuma betrieblich mit der Meitetsu Inuyama-Linie. Ebenso konnte die Höchstgeschwindigkeit deutlich erhöht werden. Mit der Eröffnung der in Tagami abzweigenden Meitetsu Tagami-Linie am 25. Juni 1970 war es nun möglich, Überlandstraßenbahnen der Meitetsu Minomachi-Linie auf dem westlichsten Abschnitt der Meitetsu Kakamigahara-Linie verkehren zu lassen, sodass sie besonders stark vom Automobilverkehr belastete Abschnitte in der Innenstadt umfahren konnten. Am 29. Januar 2005 erhielt der Endbahnhof Nagazumichō seinen heutigen Namen Meitetsu Gifu und am 1. April 2005 wurde der Verkehr auf der Meitetsu Tagami-Linie eingestellt. Die Einführung des Einmannbetriebs erfolgte am 18. März 2023.

## Liste der Bahnhöfe
| Name | Name                                         | km   | Anschlusslinien                                                   | Lage   | Ort          |
| ---- | -------------------------------------------- | ---- | ----------------------------------------------------------------- | ------ | ------------ |
| NH60 | Meitetsu Gifu (名鉄岐阜)                     | 00,0 | Tōkaidō-Hauptlinie Takayama-Hauptlinie Meitetsu Nagoya-Hauptlinie | Koord. | Gifu         |
| KG16 | Tagami (田神)                                | 01,2 |                                                                   | Koord. | Gifu         |
| KG15 | Hosobata (細畑)                              | 02,9 |                                                                   | Koord. | Gifu         |
| KG14 | Kiridōshi (切通)                             | 03,9 |                                                                   | Koord. | Gifu         |
| KG13 | Tejikara (手力)                              | 04,8 |                                                                   | Koord. | Gifu         |
| KG12 | Takadabashi (高田橋)                         | 05,4 |                                                                   | Koord. | Gifu         |
| KG11 | Shin-Kanō (新加納)                           | 06,6 |                                                                   | Koord. | Kakamigahara |
| KG10 | Shin-Naka (新那加)                           | 07,5 |                                                                   | Koord. | Kakamigahara |
| KG09 | Shiminkōen-mae (市民公園前)                  | 08,1 |                                                                   | Koord. | Kakamigahara |
| KG08 | Kakamigahara-shiyakusho-mae (各務原市役所前) | 08,7 |                                                                   | Koord. | Kakamigahara |
| KG07 | Rokken (六軒)                                | 09,9 |                                                                   | Koord. | Kakamigahara |
| KG06 | Mikakino (三柿野)                            | 11,2 |                                                                   | Koord. | Kakamigahara |
| KG05 | Nijikken (二十軒)                            | 12,4 |                                                                   | Koord. | Kakamigahara |
| KG04 | Meiden Kakamigahara (名電各務原)             | 13,7 |                                                                   | Koord. | Kakamigahara |
| KG03 | Ogase (苧ヶ瀬)                               | 14,6 |                                                                   | Koord. | Kakamigahara |
| KG02 | Haba (羽場)                                  | 15,5 |                                                                   | Koord. | Kakamigahara |
| KG01 | Unumajuku (鵜沼宿)                           | 16,5 |                                                                   | Koord. | Kakamigahara |
| IY17 | Shin-Unuma (新鵜沼)                          | 17,6 | Meitetsu Inuyama-Linie Takayama-Hauptlinie                        | Koord. | Kakamigahara |